# Stradsett
 (juillet 2023).
Stradsett est une paroisse civile et un village du Norfolk, en Angleterre.